# Педагошки факултет Универзитета у Источном Сарајеву
Педагошки факултет у Бијељини налази се у саставу Универзитета у Источном Сарајеву, једног од два државна универзитета у Републици Српској. Један је од два факултета Универзитета у Источном Сарајеву који има сједиште у Бијељини.

## Историјат
Учитељски факултет у Бијељини формиран је Одлуком Народне скупштине РС, 21. јула 1993. године, што је регулисано у чл. 143 Закона о универзитету, а са радом је отпочео 29. новембра 1993. године, примивши прву генерацију редовних студената разредне наставе у школској 1993/1994. години.
Школске 2002/2003. године Учитељски факултет је трансформисан у Педагошки факултет. Факултет је постао члан интегрисаног универзитета од септембра 2007. године. Од школске 2007/2008. године студенти раде према Наставном плану и програму усклађеном са захтјевима који су прописани болоњским процесом: уведени су једносеместрални испити, колоквијуми, резултати у остваривању обавеза и савладавању градива су исказани у ЕЦТС бодовима итд.

## Факултет данас
Факултет се од фебруара 2010. године налази на новој локацији, у улици Семберских ратара бб у Бијељини, у новом здању (2 амфитеатра, 8 учионица, компјутерска учионица, кабинети, библиотека, читаоница, фискултурна сала) на коме данас предаје 30 доктора наука (редовних и ванредних и доцената), 7 магистара и 14 асистената.